# USS Kansas (BB-21)
USS Kansas (BB-21), pancernik typu Connecticut był drugim okrętem US Navy nazwanym od stanu Kansas. Jego stępka została położona w stoczni New York Shipbuilding Corporation w Camden. Został zwodowany 12 sierpnia 1905, matką chrzestną była Anna Hoch - córka gubernatora stanu Kansas. Okręt został przyjęty do służby w stoczni filadelfijskiej 18 kwietnia 1907 z komandorem Charlsem E. Vreelandem jako dowódcą.
Nowy pancernik opuścił Filadelfię 17 sierpnia 1907 roku na dziewiczy rejs w pobliżu Provincetown i wrócił 24 września na poprawki do domu. Okręt dołączył do Wielkiej Białej Floty w Hampton Roads 9 grudnia i uczestniczył w przeglądzie przeprowadzonym przez Theodore Roosevelta. Amerykańskie okręty odwiedziły Port of Spain na Trynidadzie 23 grudnia i sześć dni później popłynęły do Rio de Janeiro. Stamtąd okręty popłynęły na południe wzdłuż wschodniego wybrzeża Ameryki Południowej. Po przepłynięciu cieśniny Magellana popłynęły na północ do Valparaíso w Chile i Callao Bay w Peru, podążając do Zatoki Magdaleny w Meksyku. Tam pozostały miesiąc, ćwicząc strzelania artyleryjskie. 
Wielka Biała Flota osiągnęła San Diego 14 kwietnia 1908 i popłynęła do San Francisco 7 maja. Dokładnie dwa miesiące później okręty w szyku paradnym przeszły przez cieśninę Golden Gate i udały się do Honolulu. Z Hawajów popłynęły do Auckland i po spędzeniu tygodnia w tym mieście, popłynęły do Melbourne, gdzie były witane z wielkim entuzjazmem.
"Kansas" po raz ostatni przebywał w pobliżu wybrzeży Australii 19 września, gdy opuszczał Albany, kierując się do portów filipińskich, japońskich i na Cejlon. Następnie przeszedł przez kanał sueski. Opuścił Port Said 4 stycznia 1909, kierując się do Villefranche a później połączył się z innymi okrętami w Gibraltarze. Port ten opuścił, kierując się do domu 6 lutego. Ponownie przeszedł przegląd przeprowadzony przez prezydenta Roosevelta, gdy wchodził do Hampton Roads 22 lutego. Tak zakończył szeroko reklamowaną podróż, która miała zademonstrować siłę USA całemu światu. 
Tydzień później pancernik wszedł do stoczni filadelfijskiej na przegląd. Naprawy ukończono 17 czerwca, a pancernik rozpoczął okres manewrów, szkoleń taktycznych i ćwiczeń bojowych, które trwały prawie do końca następnego roku. Z 2 Dywizjonem Pancerników (ang. Second Battleship Division) pancernik popłynął 15 listopada 1910 roku do Europy. Odwiedził w czasie tego rejsu Cherbourg, Isle of Portland (Anglia). Następnie wrócił do Hampton Roads via Kuba i Santo Domingo. Okręt ponownie opuścił USA 8 maja 1911, płynąc do Skandynawii, gdzie odwiedził Kopenhagę, Sztokholm, Kronsztad i Kilonię, zanim wrócił do Provincetown 13 lipca. "Kansas" uczestniczył w ćwiczeniach floty na południe od wybrzeża wirginijskiego, a następnie wszedł do stoczni w Norfolk 3 listopada na przegląd.
Na początku 1912 okręt rozpoczął kilkumiesięczny okres manewrów w pobliżu Zatoki Guantanamo, a następnie wrócił do Hampton Roads, gdzie służył jako jedna z kilku jednostek witających jednostki Niemieckiego Dywizjonu, który wizytował tamtejszy port w dniach 28 maja do 8 czerwca i Nowy Jork od 8 czerwca do 13 lipca.
Pancernik zaokrętował kadetów United States Naval Academy w Annapolis 21 czerwca w celu odbycia przez nich letniej praktyki. Pancernik oprócz innych portów odwiedził w czasie tej podróży Baltimore podczas Narodowej Konwencji Partii Demokratycznej, w czasie której został nominowany na kandydata prezydenta Woodrow Wilson. Po wyokrętowaniu studentów w Annapolis 30 sierpnia "Kansas" popłynął z Norfolk dopiero 15 listopada na rejs szkolny w rejon Zatoki Meksykańskiej. Wrócił do Filadelfii 21 grudnia i wszedł do stoczni na przegląd.
Po wyjściu ze stoczni 5 maja 1913 "Kansas" operował w okolicach wschodniego wybrzeża USA do 25 października, gdy wyszedł z portu Hampton Roads, kierując się do Genui. Stamtąd popłynął do Zatoki Guantanamo i później do Meksyku, gdzie operował w pobliżu Vera Cruz i Tampico, strzegąc interesów amerykańskich w czasie walk rywalizujących ze sobą frakcji i rewolucjonistów. Wrócił do Norfolk 14 marca 1914 i 11 kwietnia wszedł do stoczni filadelfijskiej na  przegląd.
Pancernik opuścił Norfolk 1 lipca z ciałem wenezuelskiego ministra i dotarł do La Guaira 14 lipca. Następnie wrócił do patrolowania meksykańskiego wybrzeża w pobliżu Tampico i Vera Cruz wspierając Amerykańskie Siły Ekspedycyjne, które lądowały w tym rejonie. Okręt opuścił Vera Cruz 29 października aby potwierdzić raporty dotyczące niepokojów w Port au Prince na Haiti. Dotarł tam 3 listopada. Pancernik wyszedł z Port au Prince 1 grudnia i dotarł do Filadelfii tydzień później. Następnie brał udział w manewrach w pobliżu wschodniego wybrzeża USA i Zatoki Guantanamo do momentu wejścia 30 września 1916 do stoczni w Filadelfii na przegląd.
"Kansas" był stale w stoczni, gdy 6 kwietnia 1917 USA weszły do walki w I wojnie światowej. Pancernik wszedł na York River, płynąc z Filadelfii, 10 lipca i stał się częścią 4 Dywizjonu Pancerników (ang. 4th Battleship Division). Do jego zadań należało szkolenie załóg maszynowni i mechaników. Prawie całą wojnę spędził na rejsach szkoleniowych w zatoce Chesapeake, jedynie okazjonalnie biorąc udział w eskorcie i rejsach szkolnych do Nowego Jorku. Po zakończeniu wojny odbył 5 rejsów do Brestu w celu przewiezienia weteranów wojny do USA.
Okręt przeszedł przegląd w stoczni filadelfijskiej od 29 czerwca 1919 do 17 maja 1920. Trzy dni później dotarł do Annapolis gdzie zaokrętował podchorążych i popłynął 5 czerwca na rejs szkolny na wody Pacyfiku. Przeszedł przez kanał panamski, a następnie odwiedził Honolulu, Seattle, San Francisco, i San Pedro. Ostatni port opuścił 11 sierpnia, przeszedł przez kanał i odwiedził Guantanamo zanim wrócił do Annapolis 2 września.
"Kansas" stał się okrętem flagowym kontradmirała Charlesa F. Hughesa, dowódcy Battleship Division 4, Squadron 2 i przyszłego Szefa Operacji Morskich. Pancernik popłynął na Bermudy 27 września i został poddany inspekcji przeprowadzonej 2 października przez Edwarda VIII w Zatoce Grassey. Dwa dni później okręt wypłynął w rejs prowadzący przez kanał panamski i Samoa. Pancernik był w Pago Pago na Samoa 11 listopada, gdzie komandor Waldo Evans stał się gubernatorem Amerykańskiego Samoa. Po odwiedzinach w hawajskich portach oraz przejściu przez kanał panamski pancernik odbył rejs po Morzu Karaibskim zanim wrócił do Filadelfii 7 marca 1921.
"Kansas" zaokrętował kadetów w Annapolis i popłynął 4 czerwca 1921, z trzema innymi pancernikami, do Christiana w Norwegii, Lizbony, Gibraltaru i Zatoki Guantanamo. Wrócił 28 sierpnia i wyładował studentów przed odwiedzeniem Nowego Jorku od 3 do 19 września. Wszedł do stoczni filadelfijskiej 20 września i został wycofany ze służby 16 grudnia. Został skreślony z rejestru okrętów 24 sierpnia 1923. Pancernik został sprzedany na złom zgodnie z ustaleniami traktatu waszyngtońskiego ograniczającego siły morskie największych krajów.